# 錫維爾村
錫維爾村（波斯語：سيوير），是伊朗吉兰省阿姆拉什县兰库区沙布庫斯拉特鄉的一个村。2006年人口普查顯示該村人口为397人，分佈在115个家庭中。